# Matías, juez de línea
La trilogía "España por la puerta de atrás" está integrada por Justino, un asesino de la tercera edad (1994), Matías, juez de línea (1996), y Atilano Presidente (1998).
Matías, juez de línea (1996) es una comedia española escrita y dirigida por La Cuadrilla —dúo formado por Santiago Aguilar Alvear y Luis Guridi— rodada en 1995 en Madrid y en las parroquias de Picón y San Julián de Loiba, en el municipio de Ortigueira, La Coruña Fue estrenada el 12 de abril de 1996.

## Sinopsis
Matías es un juez de línea de fútbol de honestidad irreprochable, pues le prometió a su madre en el lecho de muerte que jamás mentiría. Arbitrando un partido de la selección española, pita un penalti en contra en el último minuto que deja fuera del mundial al equipo español. Para evitar un linchamiento por parte de los hinchas, se refugia en su pueblo natal, San Amancio, una pequeña aldea de la costa gallega cuyos habitantes se dedican en exclusiva al contrabando de «licor del Santo». El padre alcohólico de Matías, El Pellejo, ve en la llegada de su hijo la oportunidad de hacerse valer ante sus paisanos. Ocultando su auténtica profesión, su padre le hace pasar por juez, lo que le ocasionará también problemas, debido a las actividades ilegales de los vecinos del pueblo.

## Elenco y personajes
- Carlos de Gabriel (El juez de Línea, Matias)
- Ramón Barea (El Padre, "Pellejo")
- Alicia Sánchez (La Patrona)
- Paco Algora (El Lugarteniente, "Metralla")
- Manuel Manquiña (El Párroco, don Aurelio)
- Álex Angulo (El Alcalde, Eliseo)
- Sonia Jávaga (La Hija, Elvirita)
- Antonio Durán "Morris" (El Carpintero, Lázaro)
- Bruto Pomeroy (El Mecánico, Benito)
- Carlos Lucas (El Telefonista, Celso)
- Juan Polanco (El Ingeniero, Martín)
- Fausto Talón (El Músico, Fausto)
- Myriam de Maeztu (La Viuda Negra, Juana)
- Paula Soldevila (Los Pilotos, Ramona)
- Víctor Coyote (Andrés)
- Popocho Ayestarán (Federico)
- Carlos Bravo (Los Viudos, Claudio)
- Ana Sáez (Maruja)
- Xosé Lois González (El Patrón, Cosme)
- Justa (La Vieja)
- Juan Carlos Vidal y Rosana Ramil (Los Niños Alcoholizados)
- Pascual, Manuel y Antonio (Ellos Mismos)
- Lucas Rodríguez (El Cabo, Bermejo)
- Manuel Millán (El Número, Araújo)
- Quico Cadaval (El Guardiamarina)
- Paco Maestre (El Capitán Ucraniano)
- Beni y José Antonio (Los Marineros)
- Jesús Alcaide (El Árbitro, Ayestaranovich),
- Javier Jiménez (El Linier Borrachín, Belinsky)
- Joshean Mauleón (El Otro Linier, Ilianov)
- Santiago Segura y Ángel Plana (Los Antidisturbios)
- José Alias (El Cabecilla de los Hinchas)
- Enrique Villén (El Enfermero, Larruskain)
- Víctor Villate (El Enfermero Futuro Padre)
- Fernando Vivanco (El Camarero)
- José Luis Torrijo (El Empleado del Autobús)
- Grupo de Insumisos de Euskadi Sur (Los COES)
- Marta Fernández Muro (“la madre muerta”)
- Saturnino García (Justino)
- Michael Robinson (Michael Robinson)

## Formatos editados
- VHS
  - Sogepaq Video, 1999
- DVD
  - Edicición 10.º aniversario Justino (Suevia 2005)
- Guion en libro
  - España por la puerta de atrás: Dos guiones escritos por La Cuadrilla Mario Ayuso Editor, 1996.